# Haze (песня)
«Haze» — песня ню-метал-группы Korn, сочинённая и записанная для саундтрека к одноимённой видеоигре компании Ubisoft; издана синглом 1 июля 2008 года. Планируемые даты релиза 27 ноября 2007 и 8 января 2008 были отложены из-за переноса выхода игры на начало 2008. Песня была украдена до даты релиза через службу Verizon Wireless V Cast. Впервые в индустрии видеоигр, «Haze» выйдет и будет распространяться как полноценный сингл и музыкальное видео, а не как дополнительный материал к компьютерной игре, доступный для скачивания.
Премьера песни «Haze» прошла на первом концерте европейской части тура Bitch We Have a Problem Tour в Дублине, 13 января 2008. Также концерт стал первым выступлением с участием Рэя Лузье, занявшего место ударника, освободившееся после возвращения Джои Джордисона в Slipknot для записи альбома All Hope Is Gone.